# Samuel Chao Chung Ting

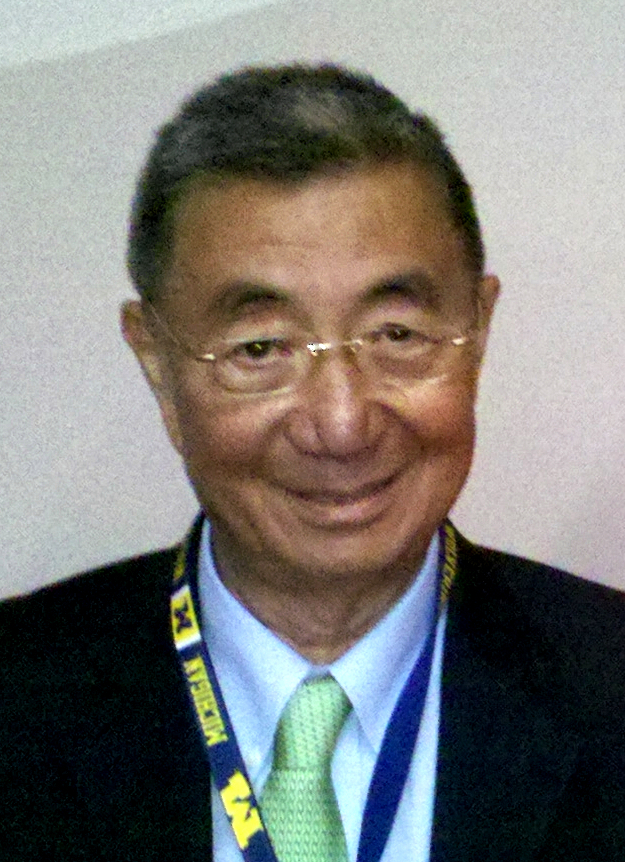
Samuel C. C. Ting (2010)

Samuel Chao Chung Ting (chinesische Schriftzeichen: 丁肇中; Pinyin: Dīng Zhàozhōng; Wade-Giles: Ting¹ Chao⁴-chung¹) (* 27. Januar 1936 in Ann Arbor, Michigan) ist ein US-amerikanischer Physiker.

## Leben
Tings Eltern, später Professoren in Taipeh, gingen nach dem Studium mit Ting zurück nach China. Er wurde von ihnen privat unterrichtet und ging danach in Taipeh zur Schule. Nach Beginn des Studiums in Tainan ging er an die University of Michigan, wo er 1959 seinen Bachelor-Abschluss machte und 1962 promovierte. 1963 war er am CERN. Ab 1965 lehrte er an der Columbia University und war in dieser Zeit auch am Deutschen Elektronen-Synchrotron (DESY) tätig. Ab 1969 war er Professor am Massachusetts Institute of Technology.
Ting erhielt 1976 zusammen mit Burton Richter den Physik-Nobelpreis für wesentliche Beiträge zur Entdeckung des J/ψ-Mesons. Die Gruppe um Ting entdeckte das Teilchen 1974 am Brookhaven National Laboratory, im selben Jahr wurde das Teilchen von der Gruppe um Burton Richter am Stanford Linear Accelerator Center entdeckt. Ab 1976 leitete er die Mark J Kollaboration am DESY (PETRA Speicherring), einem der Experimente, mit denen 1979 das Gluon als Drei-Jet-Ereignis nachgewiesen wurde. Er koordinierte auch das L3-Experiment am Large Electron-Positron Collider (ab 1989 in Betrieb), mit dem viele Aspekte des Standardmodells genauer untersucht wurden. Später arbeitete Ting am CERN am Aufbau des Alpha-Magnet-Spektrometers (AMS), der auf der Internationalen Raumstation (ISS) zur Spektroskopie der kosmischen Strahlung zum Einsatz kommt. Ein Hauptziel ist der Nachweis Dunkler Materie.
Er ist Mitglied der National Academy of Sciences, der chinesischen und der taiwanesischen Akademie der Wissenschaften sowie seit 1975 der American Academy of Arts and Sciences, seit 1988 der Russischen Akademie der Wissenschaften und seit 2012 Fellow der American Association for the Advancement of Science. 1976 erhielt er den Ernest Orlando Lawrence Award und 1988 den De Gaspari Preis. Seit 1996 ist Ting Mitglied der Deutschen Akademie der Naturforscher Leopoldina, welche 2008 zu der Nationalen Akademie der Wissenschaften ernannt wurde. 2004 wurde er Ehrendoktor der RWTH Aachen.
Einer seiner Doktorväter war Martin L. Perl.
Ting war zweimal verheiratet. Aus erster Ehe (1960) hat er zwei Töchter, aus zweiter Ehe (1985) einen Sohn.